# Доменний чавун
Доменний чавун — чавун, виплавлюваний у доменних печах (на відміну від синтетичного та модифікованого чавунів, що виробляються поза доменними печами). Містить, крім заліза й вуглецю, кремній, марганець, фосфор і сірку, іноді (залежно від складу руди) хром, нікель, мідь, титан тощо. Доменні чавуни, залежно від їхнього хімічного складу, поділяють на ливарний чавун, переробний чавун і спеціальні чавуни (феросплави).

## Обсяги виробництва
У світі щорічно виплавляється близько 1,15 млрд т доменного чавуну (дані 2016 року). Частка переробного чавуну у загальній кількості продукції доменних печей світу становить понад 95 %. У доменних печах виплавляються лише деякі види феросплавів і порівняно в дуже невеликій кількості. У 2014 році в доменних печах в усьому світі було виплавлено 496 тис. т феросплавів (0,042 % продукції доменних печей, 0,86 % всіх феросплавів, виплавлених у різних печах). Точних даних щодо кількості доменного ливарного чавуну немає, однак вона становить незначний відсоток від всього доменного чавуну.

## Види чавуну, залежно від використаного палива
Залежно від виду палива, з використанням якого було виплавлено чавун, розрізняють коксовий доменний чавун (виплавлюваний з використанням кам'яновугільного коксу) і деревновугільний доменний чавун (виплавлюваний з використанням деревного вугілля).   (с. 215)   До винайдення коксу весь чавун у доменних печах виплавляли лише на деревному вугіллі. Крім того, виплавлявся чавун також й на кам'яному вугіллі, зокрема антрациті. В більшості країн, зокрема в Україні, виплавляється лише коксовий доменний чавун. Хоча в Бразилії досі (перше десятиріччя 21 століття) поряд з коксовим чавуном у промислових масштабах виплавляється й деревновугільний чавун.

## Види чавуну, хімічний склад
Доменний переробний і ливарний чавун містить 93-95 % заліза, 2,14 — 4, 5 % вуглецю, 0,5 — 3 % кремнію, 0,010 — 0,070 % сірки, 0,3 % фосфору у мартенівському, 0,07 % фосфору у бесемерівському та 1,6 — 2 % у томасівському (з 1970-х років не виплавляється). Залізо у чавуні є продуктом відновлення з оксидів заліза залізної руди. Вуглець потрапляє у чавун внаслідок розчинення в ньому вуглецю коксу як у твердій фазі, так і під час контакту крапель металу зі шматками коксу при стіканні у горно доменної печі. Кремній потрапляє у чавун з кремнезему SiO2, що вноситься у доменну піч разом з пустою породою, внаслідок часткового відновлення Si. Сірка, що є шкідливою домішкою, потрапляє у доменну піч переважно з коксом і у значно меншій мірі — з залізорудною сировиною. В доменній печі вона розподіляється між газом, чавуном і шлаком. Вживається заходів з несірчення чавуну під час доменного процесу. Додаючи в доменний ливарний або переробний чавун, розлитий у ковші, гранульований або чушковий магній, одержують рафінований доменний чавун, в якому менше сірки й неметалевих включень. Фосфор вноситься у доменну піч з рудними матеріалами. У доменній печі він відновлюється, повністю переходить у чавун, а потім частково у сталь. Є шкідливою домішкою.
Вид виплавляємого чавуну визначається складом матеріалів у шихті і співвідношенням його з паливом.

## Особливості будови доменних печей при виплавці різних видів чавуну
Виплавка переробного й ливарного чавунів провадиться у доменних печах однакової конструкції. Для виплавлення феросплавів у конструкцію доменних печей вносяться деякі зміни (через підвищення вихідних колошникових газів до 500—600 °C   (с. 264)   шахта печі охолоджується до колошика, а не на 2/3 її висоти, як у звичайної доменної печі).

## Виноски
1. ↑   Доменний чавун. // Українська радянська енциклопедія : у 12 т. / гол. ред. М. П. Бажан ; редкол.: О. К. Антонов та ін. — 2-ге вид. — К. : Головна редакція УРЕ, 1974–1985.
2. ↑  Monthly iron production (PDF). https://www.worldsteel.org. World Steel Association. 25 січня 2017. Архів оригіналу (PDF) за 11 лютого 2017. Процитовано лютий 2017. {{cite web}}: Зовнішнє посилання в |work= (довідка) (англ.)
3. ↑  George M. Bedinger, Lisa A. Corathers, Peter H. Kuck, John F. Papp, Désirée E. Polyak, Emily K. Schnebele, Kim B. Shedd, and Christopher Tuck (October 2016). Ferroalloys (PDF). 2014 Minerals Yearbook. Ferroalloys [advance release]. U.S. Department of the Interior, U.S. Geological Survey. 25.10—25.14. Архів оригіналу (PDF) за 11 лютого 2017. Процитовано лютий 2017. {{cite web}}: Вказано більш, ніж один |at= та |pages= (довідка) (англ.)
4. 1 2  Г. Г. Ефименко, А. А. Гиммельфарб, В. Е. Левченко. Металлургия чугуна. — К.: «Вища школа», 1974. — С. 11 — 12.
5. ↑  José Otávio Brito, Jean-Paul Laclau, Mathilde Riom et Waldir Quirino, " Le charbon de bois au Brésil " [Архівовано 22 листопада 2009 у Wayback Machine.], Bois et forêts des tropiques, no 288,‎ 2006, p. 59-68. (фр.)